# Ženy v běhu
Ženy v běhu je česká filmová komedie z roku 2019 režiséra Martina Horského. Horský k filmu napsal i scénář a film je pro něj zároveň jeho režijním debutem. V hlavních rolích se objevili Zlata Adamovská, Tereza Kostková, Veronika Khek Kubařová, Jenovéfa Boková, Ondřej Vetchý, Vladimír Polívka a Martin Hofmann. Film měl premiéru v kinech 31. ledna 2019. Televizní premiéra proběhla 5. září 2020 na televizi Prima. Televizní premiéru sledovalo 1,26 milionů diváků ve kategorii 15+, což z filmu činí nejsledovanější pořad dne.
Film získal průměrné až nadprůměrné recenze od filmových kritiků. Ihned po uvedení do kin se těšil velkému diváckému zájmu. Snímek dosáhl z českých filmů nejrychleji návštěvnosti milionu diváků za celou novodobou historii.

## Obsah filmu
Věře (Zlata Adamovská) nečekaně zemře manžel (Bolek Polívka) a ona se rozhodne splnit jeho poslední přání, uběhnout maraton. Protože je to ale téměř nemožné, rozhodne se, že poběží rodinnou štafetu spolu se svými dcerami Marcelou (Tereza Kostková), Bárou (Veronika Khek Kubařová) a Kačkou (Jenovéfa Boková). Každá z žen ale také řeší své osobní problémy.

## Obsazení
| Zlata Adamovská        | matka Věra                     |
| Tereza Kostková        | Marcela, nejstarší dcera       |
| Veronika Khek Kubařová | Bára, prostřední dcera         |
| Jenovéfa Boková        | Kačka, nejmladší dcera         |
| Ondřej Vetchý          | Karel, přítel Marcely          |
| Martin Hofmann         | Josef                          |
| Vladimír Polívka       | trenér                         |
| Bolek Polívka          | otec Jindřich                  |
| David Kraus            | Jirka, bývalý přítel Báry      |
| Petr Vondráček         | nadřízený Kačky                |
| Michaela Sodomková     | Rozárka, Josefova dcera        |
| Samuel Gyertyák        | nejstarší syn Marcely a Karla  |
| Antonín Kracík         | prostřední syn Marcely a Karla |
| Aron Vetchý            | nejmladší syn Marcely a Karla  |

## Recenze
- Mirka Spáčilová, iDNES.cz, 30. ledna 2019, [4]
- František Fuka, FFFILM.cz, 31. ledna 2019, [5]
- Věra Míšková, Právo, 31. ledna 2019, [6]
- Martin Staněk, TotalFilm.cz, 1. února 2019, [7]
- Kristina Roháčková, iROZHLAS, 30. ledna 2019, [8]